# Кургское
Кургское — озеро в России, находится в Пинежском районе Архангельской области. Площадь поверхности — 4,8 км².
Лежит в центральной части болота Низовского на высоте 73 метра над уровнем моря в 10 км к юго-востоку от деревни Пиринемь. Имеет округлую форму. Из южной оконечности Кургского вытекает река Курга, впадающая в Пинегу.
По соседству, северо-восточнее, лежит озеро меньшего размера Турское.
По данным государственного водного реестра России относится к Двинско-Печорскому бассейновому округу, водохозяйственный участок реки — Пинега, речной подбассейн реки — бассейны притоков Северной Двины ниже слияния Вычегды и Сухоны. Относится к речному бассейну реки Северная Двина.
Код объекта в государственном водном реестре — 03020300311103000005965.